# Mistrzostwa Europy w układaniu Kostki Rubika 2010
Mistrzostwa Europy w układaniu Kostki Rubika 2010 (ang  European Rubik's Cube Championship 2010) oficjalny turniej w speedcubingu o charakterze międzynarodowym zorganizowany przez World Cube Association.
Na organizatora mistrzostw wybrano Węgry. Mistrzostwa odbyły się w dniach 1 i 3 października.
Oficjalnym delegatem WCA na mistrzostwach Europy był Ron van Bruchem.

## Konkurencje
| Konkurencja                       | Imię                     | Najlepszy wynik | Średnia        | Państwo   | Ułożenia                                |
| --------------------------------- | ------------------------ | --------------- | -------------- | --------- | --------------------------------------- |
| Kostka Rubika                     | Sergey Ryabko            | 9.56 NR         | 10.31 NR       | Rosja     | 10.03 10.00 12.52 9.56 10.91            |
| Kostka 2x2x2                      | Michał Pleskowicz        | 2.44            | 2.83 NR        | Polska    | 4.02 2.71 2.44 3.01 2.76                |
| Kostka 4x4x4                      | Giovanni Contardi        | 37.06 NR        | 43.28 NR       | Włochy    | DNF 45.72 45.50 38.63 37.06             |
| Kostka 5x5x5                      | Michał Halczuk           | 1:13.58         | 1:17.60        | Polska    | 1:22.02 1:13.58 1:19.84 1:15.93 1:17.03 |
| Kostka 6x6x6                      | Bence Barát              | 2:29.72 NR      | 2:35.74 NR     | Węgry     | 2:42.81 2:29.72 2:34.68                 |
| Kostka 7x7x7                      | Bence Barát              | 3:31.22 NR      | 3:40.94 NR     | Węgry     | 3:31.22 3:50.41 3:41.19                 |
| 3x3x3 Bez patrzenia               | Ville Seppänen           | 49.63 DNF       |                | Finlandia | DNF 49.66 49.63                         |
| 3x3x3 Liczba ruchów               | Grzegorz Łuczyna         | 26 NR           | 26             | Polska    | 26                                      |
| 3x3x3 Jedną ręką                  | Michał Pleskowicz        | 14.93           | 18.39          | Polska    | 19.30 18.39 17.48 14.93 20.21           |
| 3x3x3 Stopami                     | Péter Pozsgai            | 54.91           | 56.61          | Węgry     | 58.06 56.86 54.91                       |
| Megaminx                          | Bálint Bodor             | 48.78           | 58.46          | Węgry     | 1:01.88 59.72 48.78 1:13.11 53.77       |
| Pyraminx                          | Oscar Roth Andersen      | 4.28            | 4.99           | Dania     | 5.15 4.28 5.18 5.55 4.63                |
| Rubik's Clock                     | Maarten Smit             | 6.66            | 8.45           | Holandia  | 9.63 6.66 7.90 7.81 11.41               |
| Square-1                          | Piotr Michał Padlewski   | 15.55           | 16.56          | Polska    | 17.50 21.18 16.50 15.55 15.69           |
| 4x4x4 Bez patrzenia               | Rafał Guzewicz           | 5:39.91 NR      | 5:39.91        | Polska    | DNF 5:39.91                             |
| 5x5x5 Bez patrzenia               | Bence Barát              | 33:34.00        | 33:34.00       | Węgry     | 33:34.00 DNS                            |
| 3x3x3 Liczba kostek bez patrzenia | Rafał Guzewicz           | 11/11 55:10 ER  | 11/11 55:10 ER | Polska    | 11/11 55:10                             |
| Rubik's Magic                     | Korneliusz Tombarkiewicz | 0.86            | 0.89 NR        | Polska    | 0.86 0.93 0.88 0.90 0.90                |
| Master Magic                      | Máté Horváth             | 1.94            | 2.17           | Węgry     | 2.06 2.02 2.43 2.53 1.94                |